# Benoît Parnaudeau
 Benoit Parnaudeau, né  le 14 juillet 1972 à Sherbrooke au Canada, est un navigateur et skipper professionnel franco-canadien. 

## Biographie
Né un 14 juillet au Canada, mais vivant à La Rochelle, l’homme à la chevelure en pétard, titulaire d’une licence en mathématiques, est longtemps resté à terre à préparer les bateaux d’Isabelle Autissier, de Christophe Auguin ou encore Didier Munduteguy. Canadien et Français, le skipper se veut avant tout citoyen du monde.
Il commence la compétition par une première Mini Transat (17e en 1997) puis se lance dans la construction d’un 6,50 m avec son copain Richard Mérigeaux. Ce dernier vient de se fracturer le pied et Benoît de se crever l'œil gauche. Dans la tête de Benoît, ça fait tilt : le bateau s’appellera Bon pied – Bon œil il termine 2e du Mini-Fastnet en 2001.
En décembre 2003 il assure le convoyage du bateau 60ème Sud de Didier Munduteguy à l'issue de la Transat Jacques-Vabre. Cette traversée en solitaire est qualificative pour le Vendée Globe.  Benoît Parnaudeau achète le bateau du navigateur basque, puis il s'est lancé dans cette « épreuve avant l'épreuve », cette course aux sponsors dans laquelle tous les skippers se plaignent de s'éreinter. Il va pouvoir partir et renomme le bateau Max Havelaar. Le bateau en sera à son troisième Vendée Globe.
Le 16 novembre 2004 il prend le départ du Vendée Globe sur son bateau Max Havelaar/Best Western. Il boucle son tour du monde en dixième position en 116 j 01 h 06 min 54 s soit 28 j 15 h après le vainqueur Vincent Riou
En 2005 il met en construction un Class 40 en vue de la Route du Rhum Le bateau est baptisé Jardins Bio-Prévoir. Il termine 14e en Class 40 sur Jardins Bio-Prévoir.
En 2007 sur le même bateau avec comme coéquipier Jean-Christophe Caso il termine second de Les Sables-Madére-Les Sables et de la 1000 milles Brittany Ferries avant de terminer 21e de la  Transat Jacques-Vabre en Class 40.

## Palmarès
- 1997
  - 17e de la Mini Transat

- 1998
  - 8e du Triangle du Soleil

- 2001
  - 2e du Mini Fastnet sur Bon pied – Bon œil
  - 2e de la Transgascogne
  - 8e du Mini-Pavois
  - 11e de la Transat 6.5 après un démâtage.

- 2003
  - 3e du Mini Fastnet
  - 8e du Défi Atlantique

- 2004-2005
  - 10e du Vendée Globe sur Max Havelaar/Best Western

- 2006
  - 14e de la Route du Rhum en Class 40 sur Jardins Bio-Prévoir

- 2007
  - 2e de la course Les Sables-Madère-Les Sables sur Jardins Bio-Prévoir en double avec Jean-Christophe Caso[6]
  - 2e des 1000 Miles Brittany Ferries sur Jardins Bio-Prévoir en double avec Jean-Christophe Caso[7]
  - 21e de la  Transat Jacques-Vabre en Class 40 sur Jardins Bio-Prévoir en double avec Jean-Christophe Caso

- 2008
  - 8e de l'Artémis Transat en Class 40 sur Jardins Bio-Prévoir[8]
  - Abandon dans la Marblehead Halifax sur Jardins Bio-Prévoir avec Anne-Mai Do Chi - Isis Parnaudeau et Peter Dowd[9]
  - 5e Transat Québec-Saint-Malo sur Jardins Bio-Prévoir[10]
  - Abandon dans le 1000 Miles Brittany Ferries sur Jardins Bio-Prévoir avec Nicolas Boidevezi[11]